# Alfred Neumann (RDA)
Pour les articles homonymes, voir Neumann.
Alfred « Ali » Neumann (né le 15 décembre 1909 à Schöneberg, mort le 4 janvier 2001 à Berlin) est un homme politique est-allemand.

## Biographie
Neumann suit une formation de charpentier. En 1919, il s'inscrit au club sportif de Fichte qui intègrera la Kampfgemeinschaft für Rote Sporteinheit (KG) en 1928. En 1929, il prend sa carte du KPD.
De 1933 à 1934, il maintient avec Karl Maron les activités de la KG dans la clandestinité. En 1934, il émigre en passant par la Suède et la Finlande en URSS, où il travaille comme professeur de sport. En 1938, il est expulsé de l'URSS en raison du manque de citoyenneté soviétique. Il réussit à venir en Espagne, où il est membre des Brigades internationales pendant la guerre civile. En 1939, il est arrêté et interné en France, remis à la Gestapo en 1941 et condamné par la Volksgerichtshof à huit ans de prison pour haute trahison. En février 1945, il est transféré de la prison de Brandebourg dans la 36e Waffen-Grenadier-Division de la SS et parvient à s'enfuir. Il est alors prisonnier des Soviétiques jusqu'en 1947.
De retour en Allemagne, il adhère au SED et devient fonctionnaire du district de Berlin. En 1949, il devient secrétaire de la propagande du district de Berlin, maire-adjoint de Berlin de 1951 à 1953 et succède à Hans Jendretzky comme premier secrétaire du SED du district de Berlin.
Neumann devient membre de la Chambre du peuple en 1949, membre du comité central du SED en 1954, membre du bureau politique en février 1958. Il est secrétaire du comité central du SED de 1957 à 1961, président du Conseil économique du peuple de 1961 à 1965 et ministre de la Gestion matérielle de 1965 à 1968. Il est en 1962 membre de la présidence du Conseil des ministres et en 1968 l'un des deux premiers vice-présidents du Conseil des ministres.
Neumann a joué un rôle important dans la création et la mise en œuvre du nouveau système économique. Lors de l'éviction de Walter Ulbricht au profit d'Erich Honecker en 1971, Neumann refuse de signer une « demande » secrète aux dirigeants soviétiques pour remplacer Ulbricht. Honecker et Neumann deviennent des adversaires sans qu'il y ait de confrontation publique.
En 1989, il démissionne avec le Conseil des ministres, est expulsé du bureau politique et en 1990 du SED-PDS. En 1992, il est arrêté pour « homicides et blessures corporelles à la frontière allemande » en raison de son appartenance au Conseil national de défense de la RDA ; la 23e cour pénale du Landgericht Berlin prononce un non-lieu en 1999.